# 上海南駅
上海南駅（シャンハイみなみ-えき、簡体字中国語: 上海南站、拼音: Shànghǎi Nán Zhàn）は、中華人民共和国上海市徐匯区にある、中国国家鉄路集団（CR）と上海軌道交通（地下鉄）の駅。

## 概要
滬杭線内環線（滬新線とも呼ばれる）の新竜華駅の跡地に新設された。この駅は新駅建築工事開始以前に一時期「上海南駅」の名で旅客取扱をしていたことがある。駅舎は上から見ると円形で、屋根は中国の伝統的な亭子の形をしている。
中国国家鉄路集団からは滬昆線（上海南線）と金山線が、上海軌道交通からは1号線と3号線、15号線が乗り入れる。リニアモーターカーが上海南駅に乗り入れる計画がある。

## 歴史

### 中国国家鉄路集団
- 2001年 - 新龍華駅～梅隴駅間に上海南駅が営業開始。（営業開始日不明）
- 2002年6月 - 主に杭州行が一日に数便運行しているのを確認。（運行開始日不明）
- 2004年10月 - 上海南駅新駅の新築工事に伴い閉鎖されているのを確認。旅客業務は梅隴駅へ。（閉鎖開始日不明）
- 2006年
  - 6月25日 - 上海南駅が試験営業を開始する。同時に、梅隴駅が閉鎖。
  - 7月1日 - 上海南駅が正式に開業する。上海西駅が一時閉鎖された。
- 2012年9月28日 - 上海軌道交通金山線が金山衛駅との間で再開業[3]。

なお、歴史的には1908年から1937年まで、現在の黄浦区南車站路に（上海南駅があった。第二次上海事変の被災写真として有名な「上海南駅の赤ん坊」の写真は、この駅で撮影されたものである。この駅は戦災によって使用停止となった。

### 上海軌道交通
- 1993年5月28日 - 1号線開通と共に開業。
- 2000年12月26日 - 3号線が開業し当駅に接続。乗換駅となる。
- 2004年10月30日 - 1号線の駅舎が移転。
- 2005年10月15日 - 3号線の駅舎が移転。
- 2014年 - 3号線ホームに可動式ホーム柵を設置[4]。
- 2018年12月 - 3号線の改札口の更新工事を開始。2019年の春節前に更新が完了した[5]。
- 2021年1月23日 - 15号線開業。同時に8号出口、10号出口を開設[6]。

## 駅構造

### 中国国家鉄路集団
単式ホーム1面1線と5面10線、更に7番線と8番線の間と11番線横に機回し線が1線ずつある、合計6面13線の地上駅。10番線と11番線は金山線専用のホームとなっている。

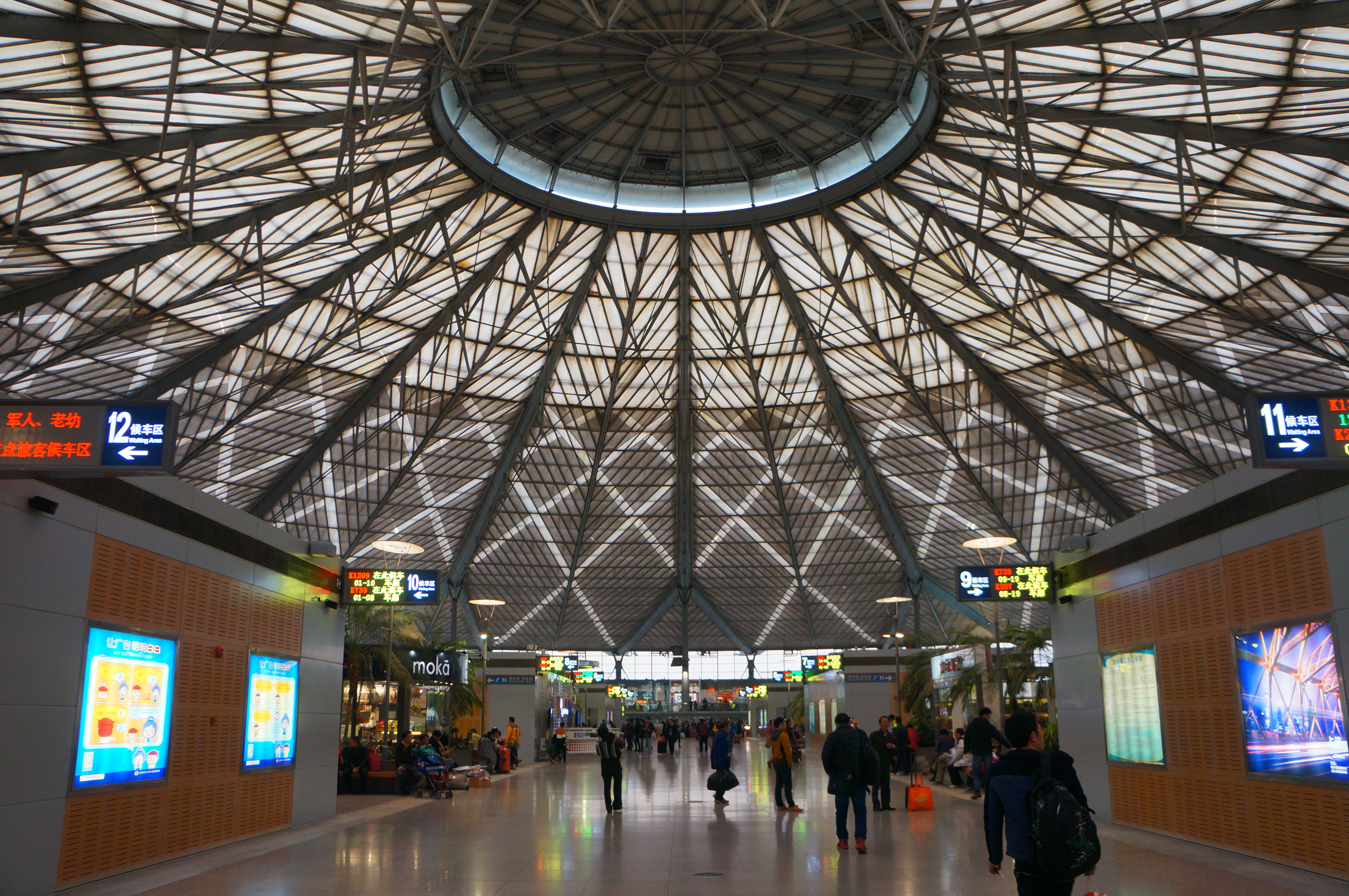
2階コンコース
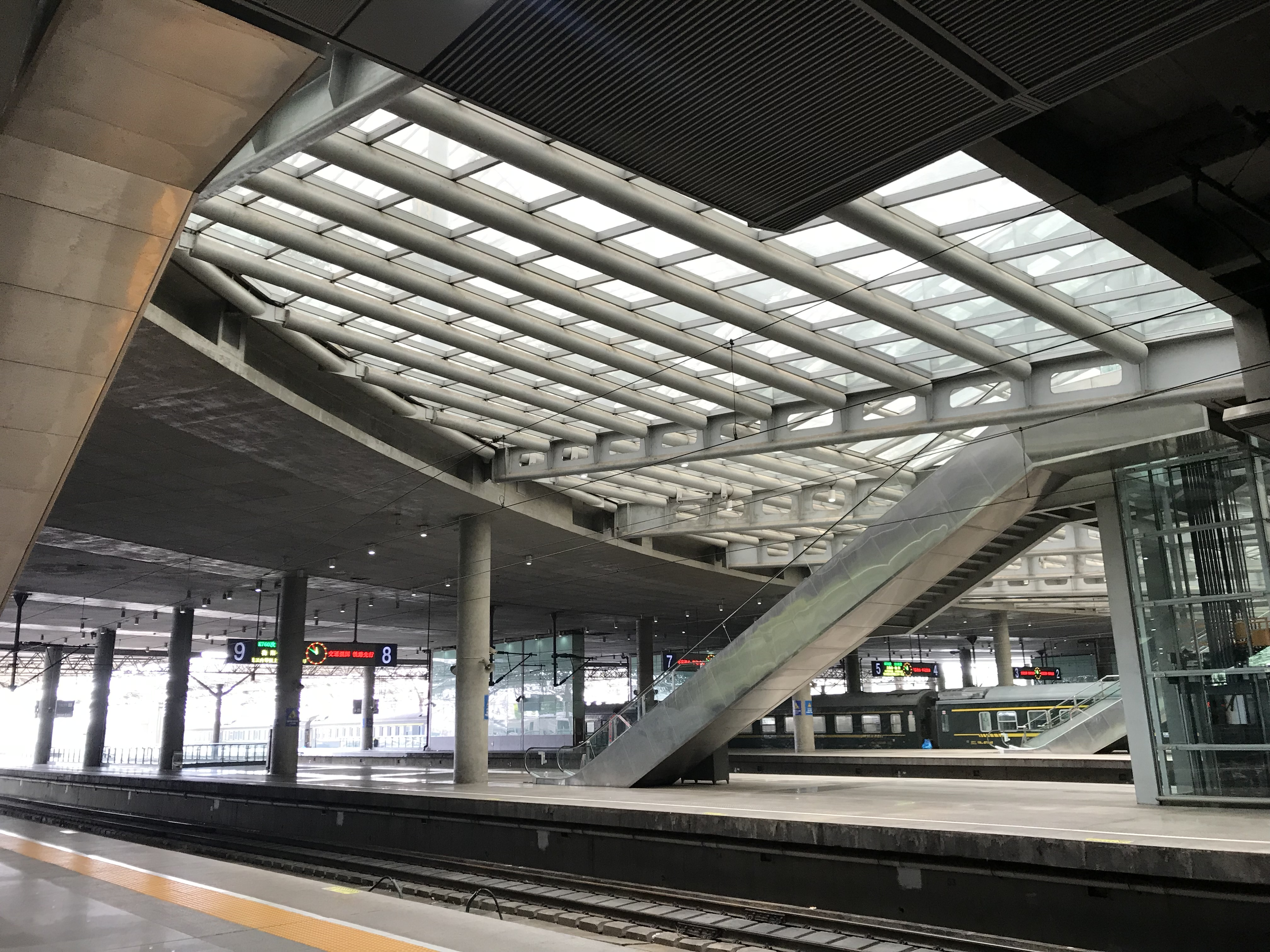
プラットホーム
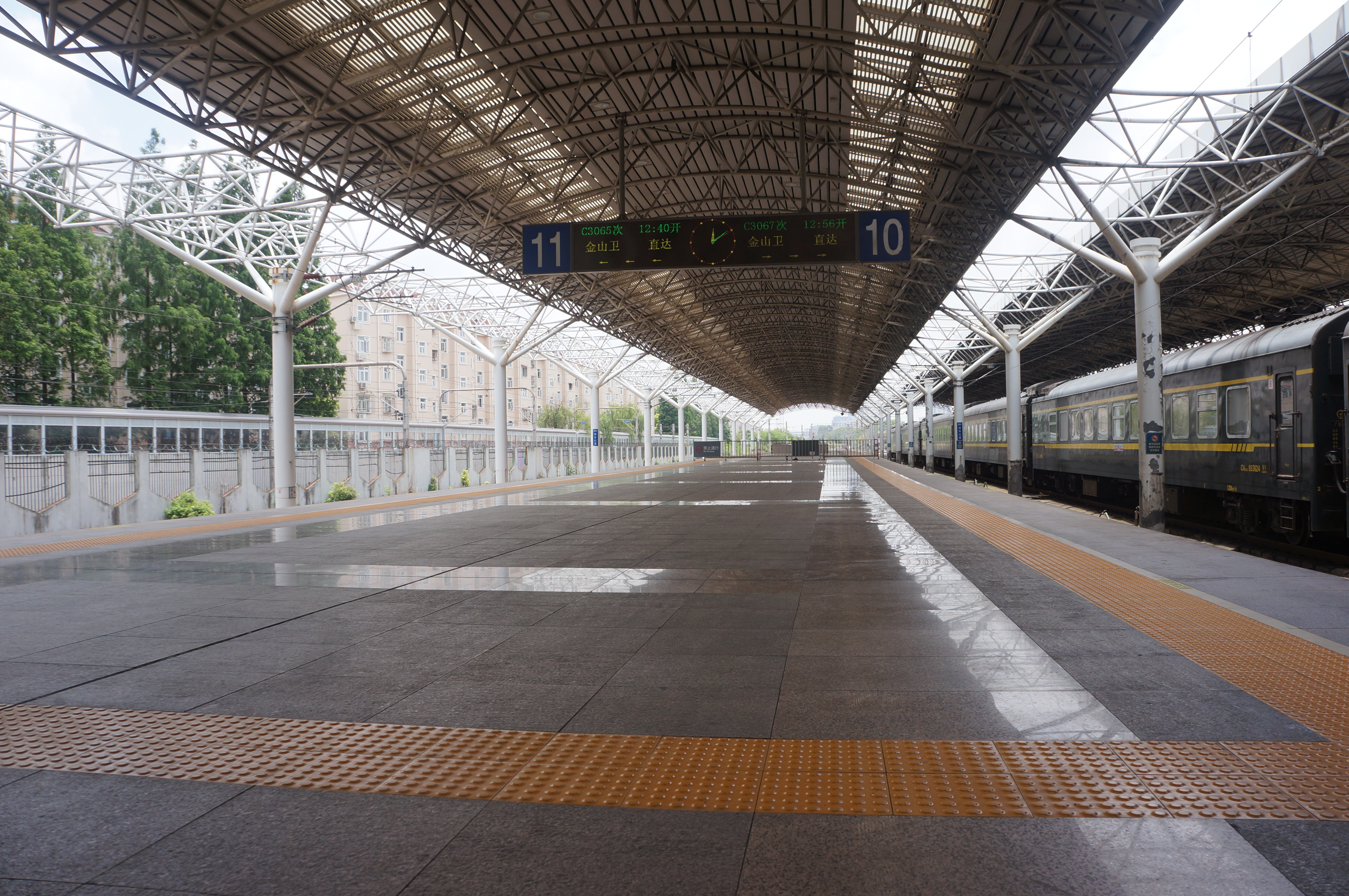
金山鉄路専用ホーム（10番線・11番線）

### 上海軌道交通
1号線は上海南駅北広場の地下に位置する地下駅。地下1階がコンコース階、地下2階がホーム階である。コンコース階では入口専用改札口が3ヶ所、出口専用改札口が4箇所ある。ホームは島式1面2線を有しており、フルハイトタイプのホームドアを完備している。
3号線は中国国家鉄路集団のホーム南側に並列して位置する地上駅。ただし、3号線ホームは中国国家鉄路集団の駅舎と連絡しておらず、コンコース階は地下1階である。ホーム階は中国国家鉄路集団のホームと同じく地上1階で、島式1面2線を有しており、可動式ホーム柵を完備している。
両線のホームは、巨大な上海南駅の両側に位置しているため、かなりの距離があるが、地下乗り換え通路が設置されている。

### のりば
※全ての路線において案内上ののりば番号は設定されていない。
| 番線                    | 路線   | 行先                                       |
| ----------------------- | ------ | ------------------------------------------ |
| 1号線ホーム（地下2階）  |        |                                            |
| 南方面                  | 1号線  | 莘荘方面                                   |
| 北方面                  | 1号線  | 徐家匯・人民広場・上海火車站・富錦路方面   |
| 3号線ホーム（1階）      |        |                                            |
| 南方面                  | 3号線  | 当駅止まり                                 |
| 北方面                  | 3号線  | 宜山路・中山公園・上海火車站・江楊北路方面 |
| 15号線ホーム（地下3階） |        |                                            |
| ⑤                       | 15号線 | 紫竹高新区方面                             |
| ⑥                       | 15号線 | 婁山関路・上海西站・顧村公園方面           |

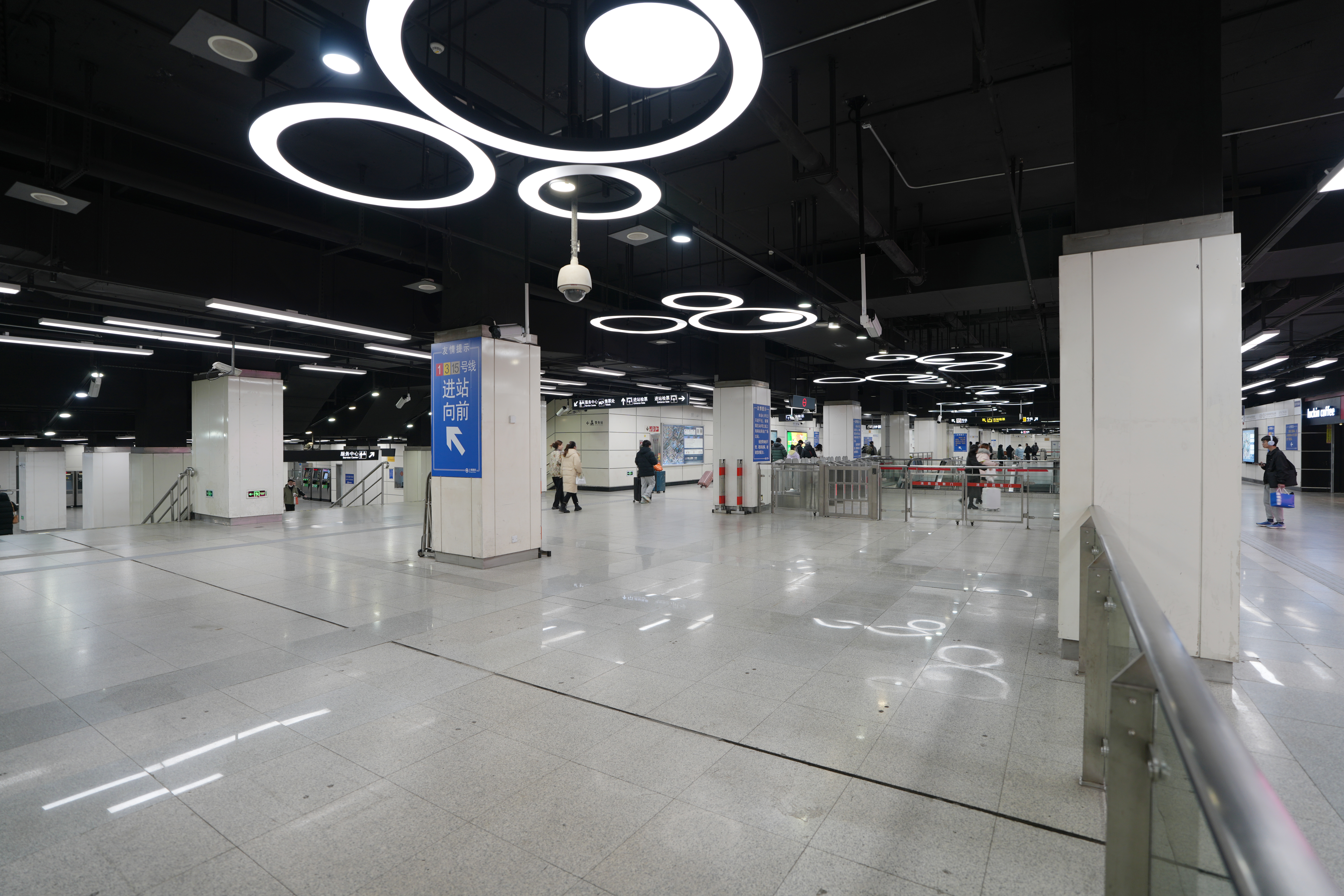
1号線コンコース
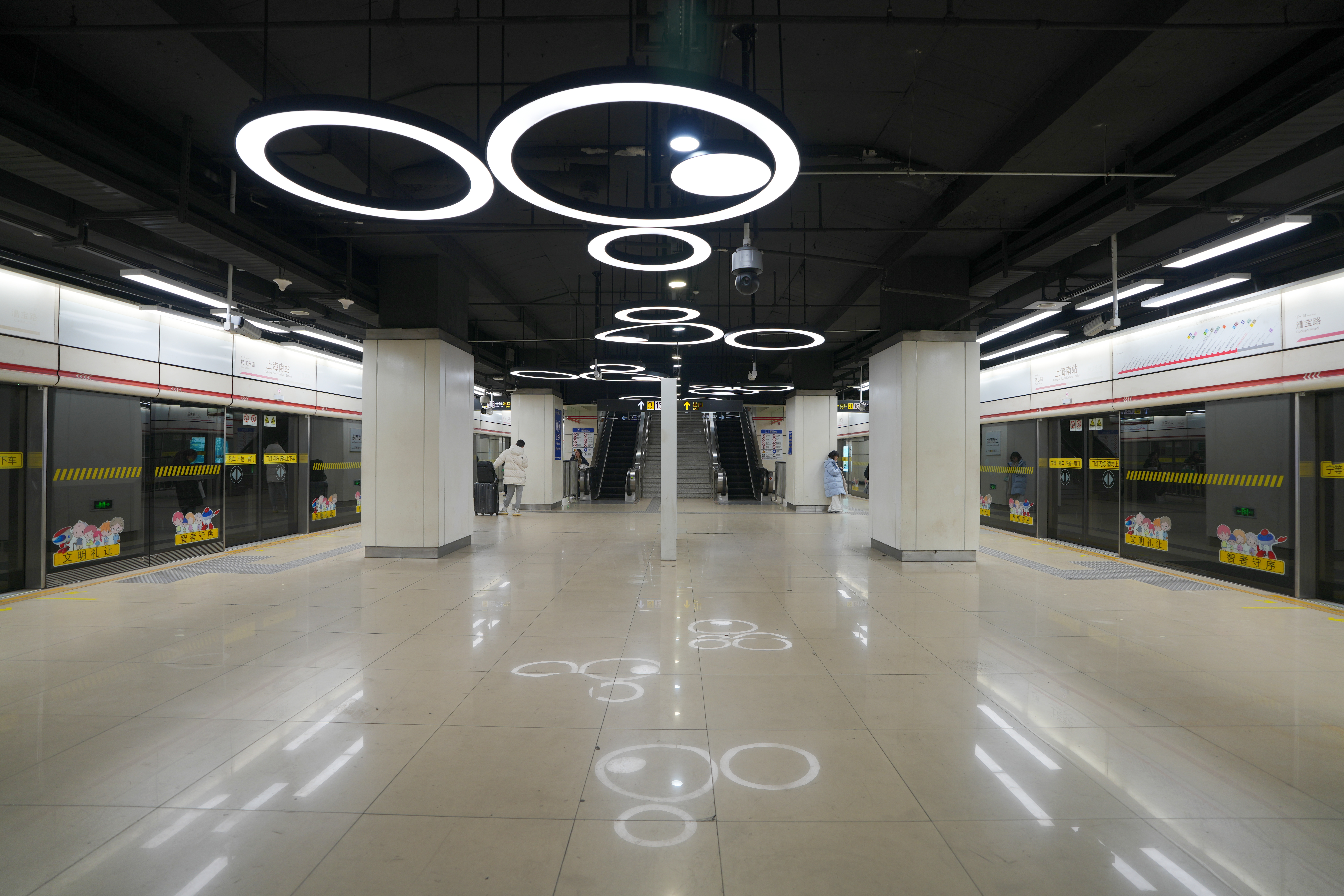
1号線ホーム
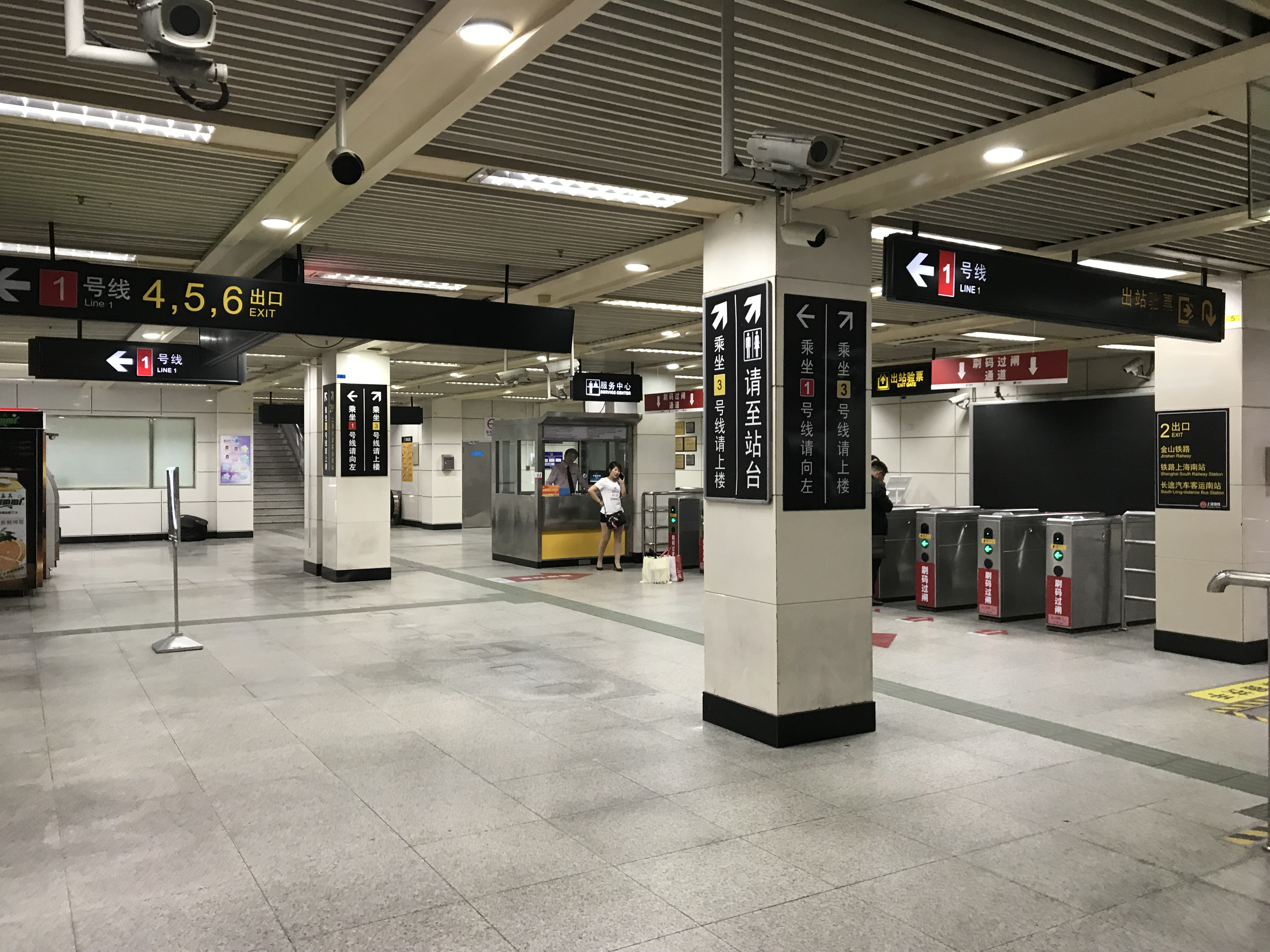
3号線コンコース
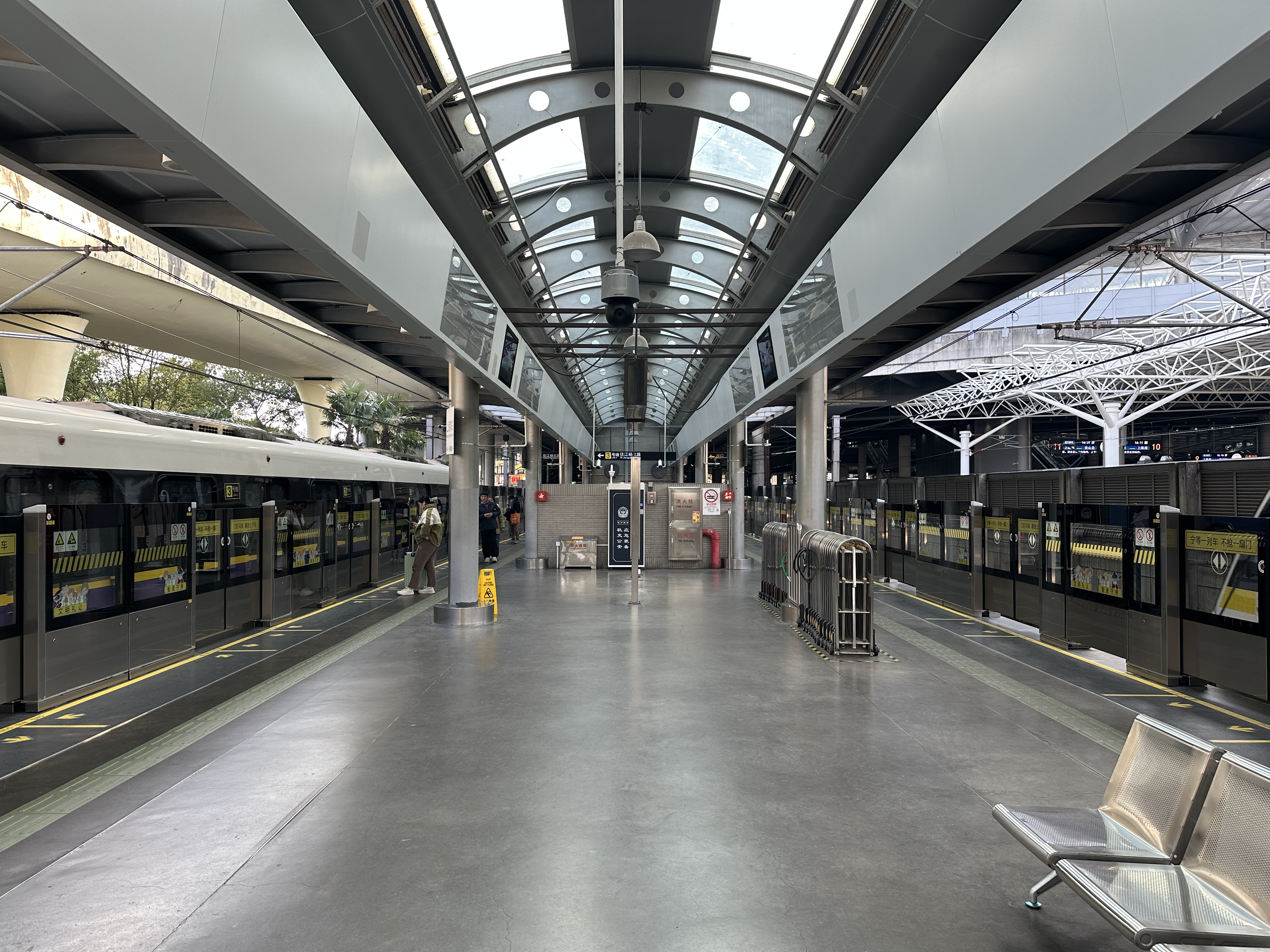
3号線ホーム
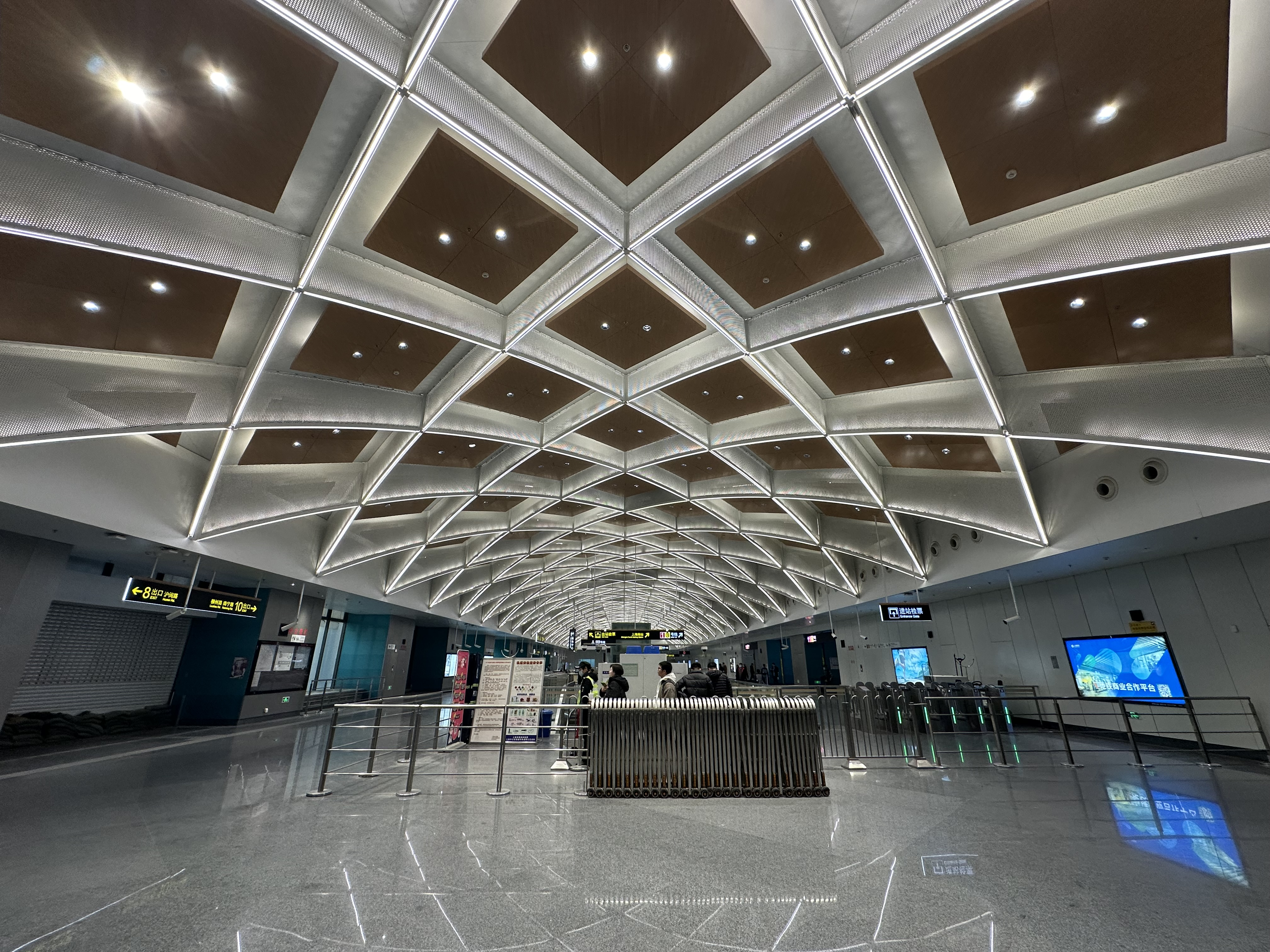
15号線コンコース
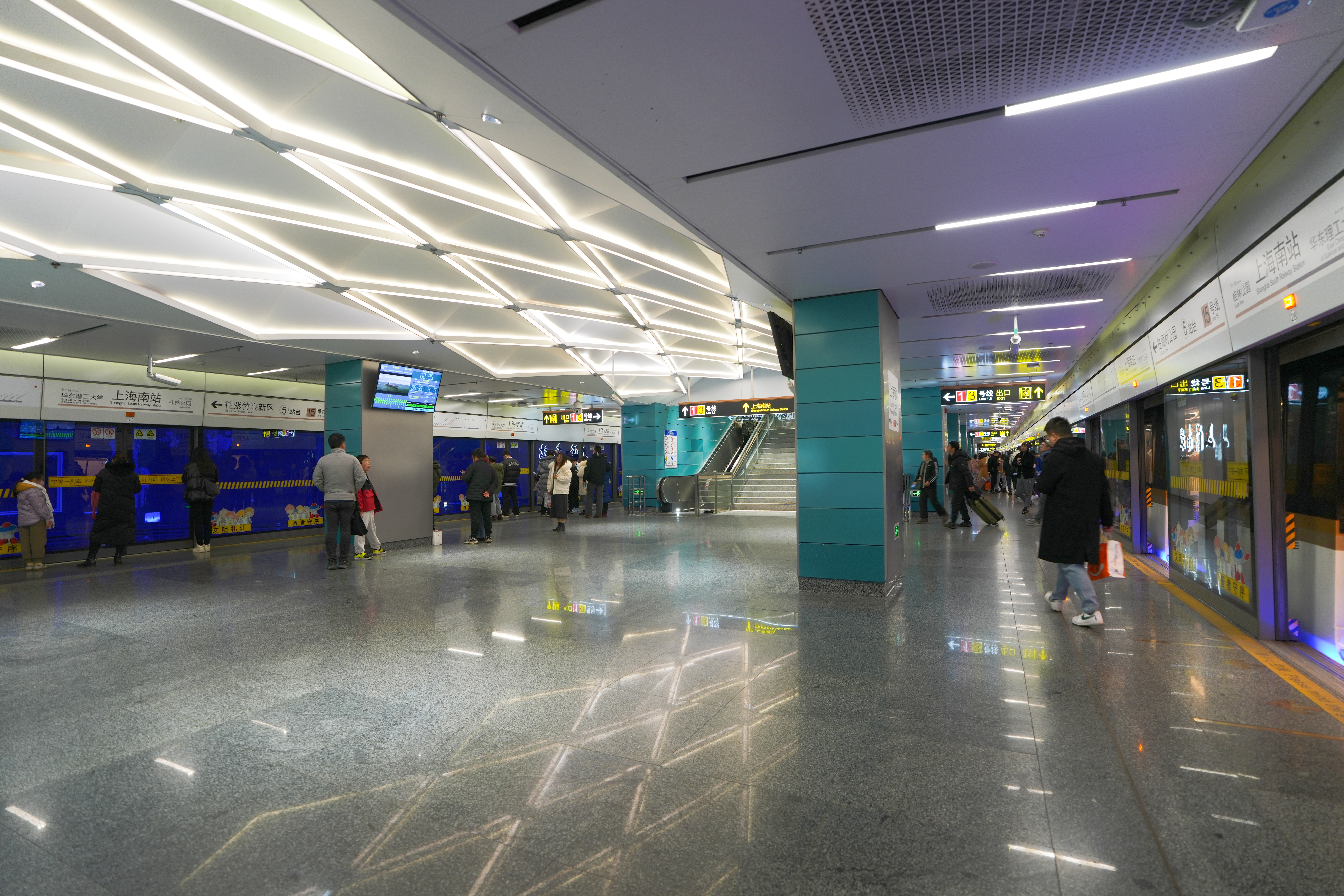
15号線ホーム

## 駅周辺

### 北広場側
- 上海市中国中学（中国語版）
- 上海市世界外国語小学（中国語版）
- 徐匯区康寧科技実験小学
- 上海市康東网球館
- 徐匯万科中心1期

### 南広場側
- 長途汽車站（中国語版）
- 海之杰大酒店
- 上海豊楽旅館
- 汾陽中学

## バス路線
南側に、長途汽車站があり、浙江省や福建省など、主に南方へ向かう長距離バスのターミナルとして、利用されている。
市内バスは以下の通り。
- 南広場：144、164、315、867、973、機場七線、南南線、南川線、上奉専線、上嘉線、上石線、上朱線、上朱線（区間）
- 北広場：180、180（区間）、301、303、341、729、747、763、803、虹橋枢紐1路
- 過境線路：50、111、156、157、218、326、703、704、704B、761、816、徐閔線

## 隣の駅
中国国家鉄路集団
滬昆線（上海南線）
新龍華駅 - 上海南駅 - 莘荘駅
上海市域鉄道
金山線
上海南駅 - 莘荘駅
上海軌道交通
 1号線
錦江楽園駅 - 上海南站駅 - 漕宝路駅
 3号線
上海南站駅 - 石龍路駅
 15号線
桂林公園駅 - 上海南站駅 - 華東理工大学駅